# Vampires (film 1998)
Vampires (John Carpenter's Vampires) è un film del 1998, diretto da John Carpenter.
Tratto dal romanzo Vampire$ di John Steakley, presenta un cast composto da James Woods (nel ruolo di Jack Crow, il leader di una squadra di cacciatori di vampiri commissionata dal Vaticano), Daniel Baldwin, Sheryl Lee, Thomas Ian Griffith e Maximilian Schell. Vampires è caratterizzato fortemente da elementi del cinema western di Howard Hawks e John Ford.
Visto il successo del primo capitolo, Carpenter decise di produrre (fatto già avvenuto nella serie di Halloween) un seguito, diretto da Tommy Lee Wallace intitolato Il cacciatore delle tenebre.
Ne fecero un seguito Vampires 3 nel 2005, ma è un film che ha una trama completamente diversa rispetto ai primi due.

## Trama
Jack Crow e il suo gruppo sono cacciatori di vampiri del Nuovo Messico. Dopo una delle tante cacce ai mostri, il gruppo sta festeggiando in un motel bevendo e divertendosi con alcune prostitute, quando vengono improvvisamente attaccati da Valek, il signore dei vampiri uccisi quel giorno. Jack e il suo amico Montoya sono gli unici che riescono a fuggire, portandosi dietro Katrina, una delle prostitute. I due si rendono subito conto che la donna è stata morsa dal vampiro, ma intendono sfruttare il contatto telepatico che stabilirà con Valek per seguire le sue mosse. Arrivati ad una stazione di servizio i due rubano un'auto e mentre Jack torna al motel per bruciare i corpi dei compagni, Montoya e Katrina si rifugiano in un albergo. Jack si reca poi dal cardinale Alba da cui prende ordini, riferendo preoccupato che il vampiro conosceva il suo nome; egli scopre che Valek è il primo vampiro e intende compiere un rituale per potere sopravvivere anche sotto la luce del sole. Il cardinale Alba affida padre Guiteau a Jack come nuova guida spirituale e i due tornano da Montoya. Quest'ultimo, intanto, per una distrazione viene morso da Katrina, ma non rivela la cosa all'amico. I quattro si mettono alla ricerca di una particolare croce che serve per il rituale, ma Valek aiutato da altri sette signori dei vampiri l'ha già recuperata. Il gruppo rintraccia i vampiri in un villaggio da loro sterminato e approfitta del giorno per cercare di eliminarli un po' alla volta, ma la notte cala prima che vi riescano. Mentre gli altri fuggono, Jack viene catturato dai vampiri e scopre che il cardinale Alba si è alleato con Valek perché desidera la vita eterna. Quando il rituale sta per compiersi, subito prima dell'alba, padre Guiteau e Montoya attaccano i vampiri uccidendo il cardinale e distraendoli quanto basta perché la luce del sole li bruci. Jack, liberatosi, fronteggia Valek in un edificio nel quale si è rifugiato e riesce infine ad ucciderlo. Jack decide di dare due giorni di vantaggio a Montoya e Katrina che ormai si sono quasi trasformati in vampiri, poi insieme al nuovo amico padre Guiteau riprende ad uccidere i vampiri rimasti nella cittadina.

## Accoglienza

### Incassi
La pellicola ha esordito al primo posto del botteghino nordamericano incassando oltre 9 milioni di dollari nel primo weekend; in totale ha incassato nei soli Stati Uniti $ 20.308.772 contro un budget di 20 milioni di dollari. John Carpenter ha dichiarato che il film è stato un successo maggiore all'estero, in particolare in Giappone, andando ben oltre il budget di $ 20 milioni. Vampires è stato l'unico successo finanziario del regista negli anni novanta, e in seguito sarebbe diventato l'ultimo successo al botteghino della sua intera carriera.